# Thetis Regio
Thetis Regio est l'une des deux hautes terres équatoriales de la planète Vénus, où elle forme le cœur de la moitié orientale d'Aphrodite Terra.

## Géographie et géologie
Constituée de terrains s'élevant localement à plus de 4 000 m au-dessus des plaines environnantes, Thetis Regio a des dimensions comparables à l'Europe de l'Ouest, ses terrains élevés s'étendant sur 2 500 × 1 500 km. La géologie de cette région est bien plus complexe qu'estimée initialement, avec une séquence d'événements géologiques impliquant des compressions, des expansions et des rotations selon plusieurs axes. Une importante structure d'expansion a d'ailleurs été identifiée au nord-ouest de la région, tandis qu'à l'opposé se trouverait une tessera ne datant "que" de quelques dizaines de millions d'années, ce qui en ferait l'une des formations de cette nature les plus récentes identifiée sur Vénus.
Ces observations vont dans le sens d'une expansion crustale au niveau d'Aphrodite Terra, hypothèse avancée de longue date pour compenser la compression observée autour d'Ishtar Terra et de Lada Terra, mais qui est par ailleurs infirmée par certaines observations dans d'autres régions d'Aphrodite Terra.